# Harinxmastate

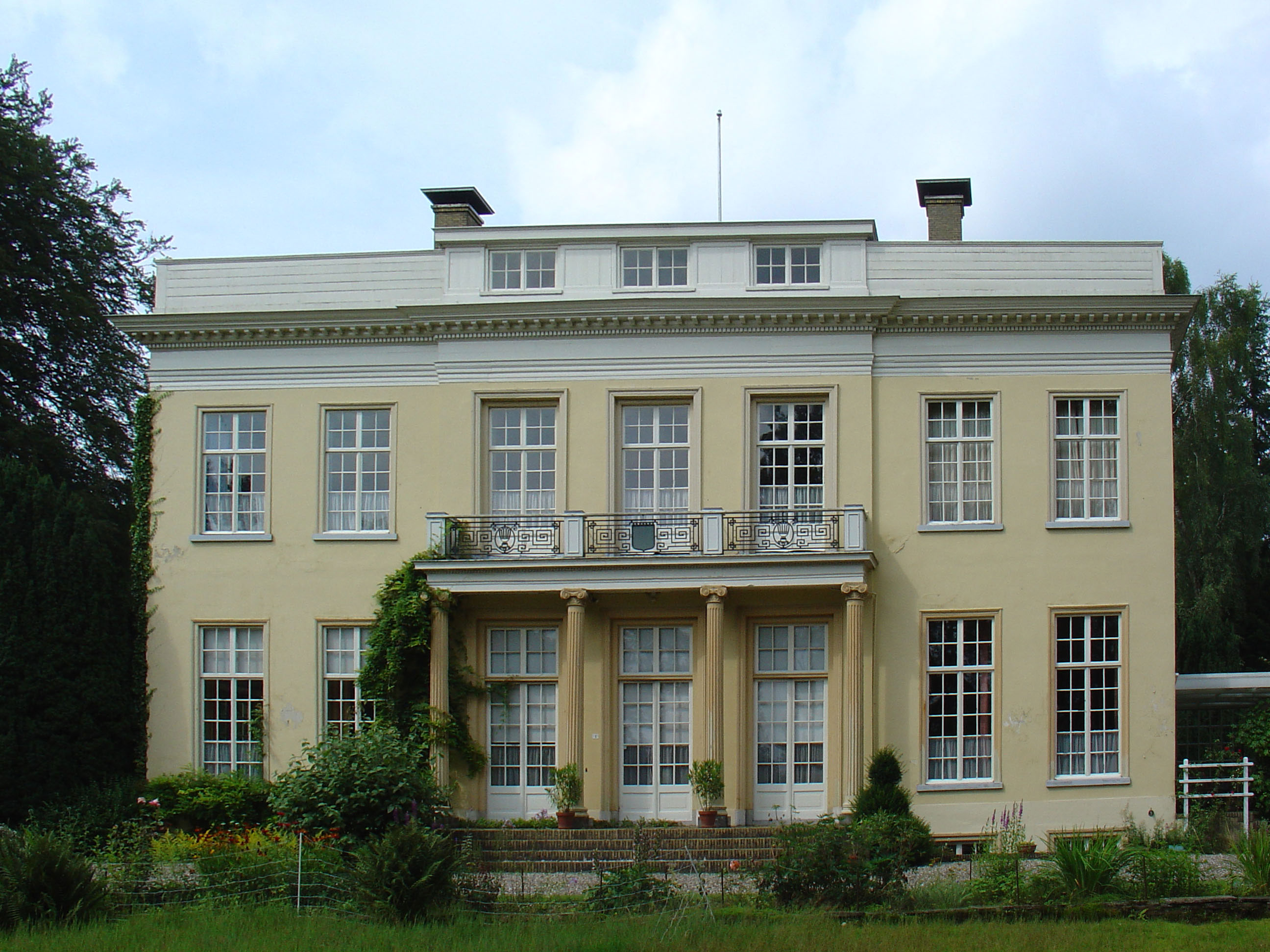
Das Harinxmastate in Beetsterzwaag

Das Harinxmastate ist eine herrschaftliche Villa in der niederländischen Ortschaft Beetsterzwaag (Gemeinde Opsterland) in der Provinz Friesland. Als Rijksmonument steht sie unter Denkmalschutz.

## Geschichte
Das neoklassizistische Gebäude wurde 1843 von Maurits Pico Diederik Baron van Harinxma thoe Slooten (1804–1876) erbaut. Er war Grietman (einem Bürgermeister vergleichbar) von Smallingerland und verlegte für das neue Gebäude seinen Wohnsitz von Drachten nach Beetsterzwaag. Von 1847 bis 1864 war Harinxma thoe Slooten stellvertretender Friedensrichter (kantonsrechter) am Amtsgericht in Beetsterzwaag. 1877 wurde die Villa nach Plänen des Leeuwarder Architekten Herman Willem Stoett vergrößert. 1927 baute der Architekt Willem Gerretsen die Frontseite um, um einen vornehmeren Effekt zu erzielen.
Der zugehörige Park im Stile eines englischen Landschaftsgartens wurde 1845 vom niederländischen Landschaftsarchitekten Lucas Pieters Roodbaard angelegt.
Während des Zweiten Weltkriegs waren in der Villa Schwestern des Ordens der Kleine Zusters van de Heilige Jozef einquartiert. 1942 waren sie aus Egmond aan Zee evakuiert worden und nutzten das Gebäude bis 1944 als Pflegeheim.
Das Harinxmastate ist noch im Besitz eines Nachfahren des ersten Eigentümers.